# Walmu
Walmu (XIII secolo a.C. – post 1230 a.C.) è stato un sovrano della città anatolica di territorio Arzawa di Wilusa, la greca Troia, della seconda metà del XIII secolo a.C..
L'unico testo in cui Walmu viene citato è la cosiddetta Lettera di Millawata, missiva datata oggi attorno al 1225-1220 a.C., inviata da un sovrano Ittita ormai comunemente riconosciuto in Tudhaliya IV a un suo vassallo, che oggi la maggior parte degli storici ritiene fosse Tarkasnawa di Mira; il motivo della missiva è proprio far sì che Walmu, al momento trattenuto presso il destinatario, possa essere "estradato" ad Ḫattuša affinché Tudhaliya IV possa procedere a reinstallarlo sul trono di Wilusa, di modo che egli, come ricorda il sovrano Ittita a Tarkasnawa, possa tornare ad essere "...nuovamente il nostro vassallo militare, come in passato".
Dal contesto gli studiosi hanno così desunto che Walmu fosse già re di Wilusa, e vassallo tanto dell'impero Ittita (a cui Wilusa/Troia era sottoposta da secoli) quanto di Mira, città anch'essa vassalla Ittita e posta come Wilusa nel Nord-Ovest anatolico, elevata proprio da Tudhaliya IV ad una sorta di supervisore regionale per conto degli Ittiti.
A seguito di una rivolta o comunque di un'insurrezione, Walmu era stato cacciato ed era riuscito a riparare proprio a Mira, dove aveva chiesto aiuto al re Tarkasnawa; non abbiamo notizie sul prosieguo della vicenda, ma appare piuttosto logico pensare che Walmu abbia ripreso il proprio trono come re vassallo.
Walmu è uno dei soli tre regnanti, e l'ultimo in ordine cronologico, di Wilusa/Troia di cui i nomi siano giunti sino a noi; gli altri sono Kukunni e Alaksandu.